# کوریبه

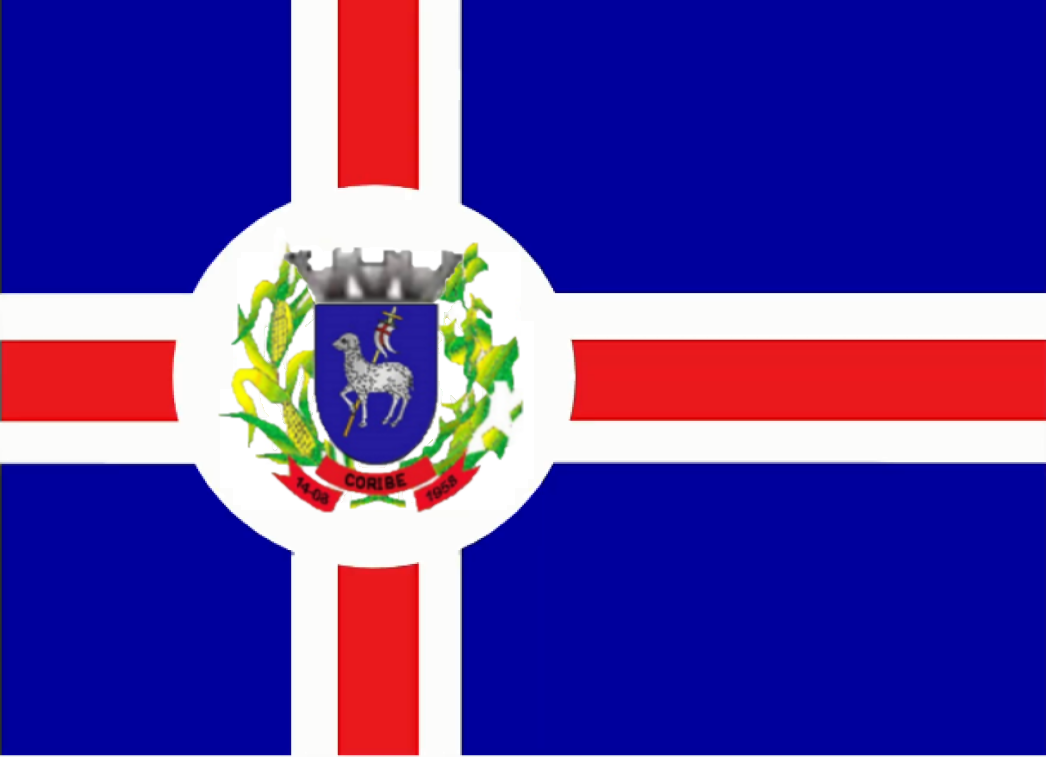
کوریبه

کوریبه (به پرتغالی: Coribe) یک منطقهٔ مسکونی در برزیل است که در باهیا واقع شده‌است. کوریبه ۱۴٬۱۴۹ نفر جمعیت دارد.